# Chiesa di Maria Santissima del Rosario (Polistena)
La chiesa di Maria Santissima del Rosario è un luogo di culto cattolico di Polistena.

## Storia
La Chiesa del Rosario è un monumento edificato tra il 1852 e il 1862, ad eccezione del coro completato nel 1890. Sorge laddove un tempo si trovava la chiesetta di San Giuseppe (l'attuale sagrestia), grazie alle maestranze locali della famiglia Rovere e dei Morani Prima del terremoto del 1783 che distrusse ogni cosa, la chiesa del Rosario apparteneva al Convento dei Domenicani.

### Elenco rettori e parroci dal 1828
La chiesa del Rosario dal 1828 al 1961 non fu parrocchia autonoma ma dipendeva, come tutte le altre chiese di Polistena, dall'unica parrocchia esistente cioè quella di Santa Marina (o Matrice).

#### Rettori
- Nicola Rovere (1828-1870)
- P.Vincenzo Muscherà (1871-1887)
- Domenico Rodinò Toscano (1888-1890)
- Domenico Sabatino (1890-1899)
- Francesco Silipo (1900-1903)
- Luigi Nesci (1904-1917)
- Luigi Varamo (1918-1919)
- Luigi Nesci (1920-1924)
- Antonio Pascale (1924-1928)
- Biagio Renda (1928-1930)
- Antonio Pascale (1930-1936)
- Rocco De Leo (1936-1943)
- Gaetano Borgese (1944-1954)
- Giovanni Galluzzo (1955-1959)
- Onofrio Brindisi (1960-1961)

#### Parroci
- Onofrio Brindisi (1961-1971)
- Pietro Gallo (1971-1987)
- Franco Borgese (1987-2021)
- Giuseppe Tripodi (2021-2022) amministratore parrocchiale
- Elvio Nocera (2022- 2024)
- Giovanni Bruzzì ( 2022- presente)

Co-Parroco
- Fortunato Sciglitano (2024- presente)

## Statue

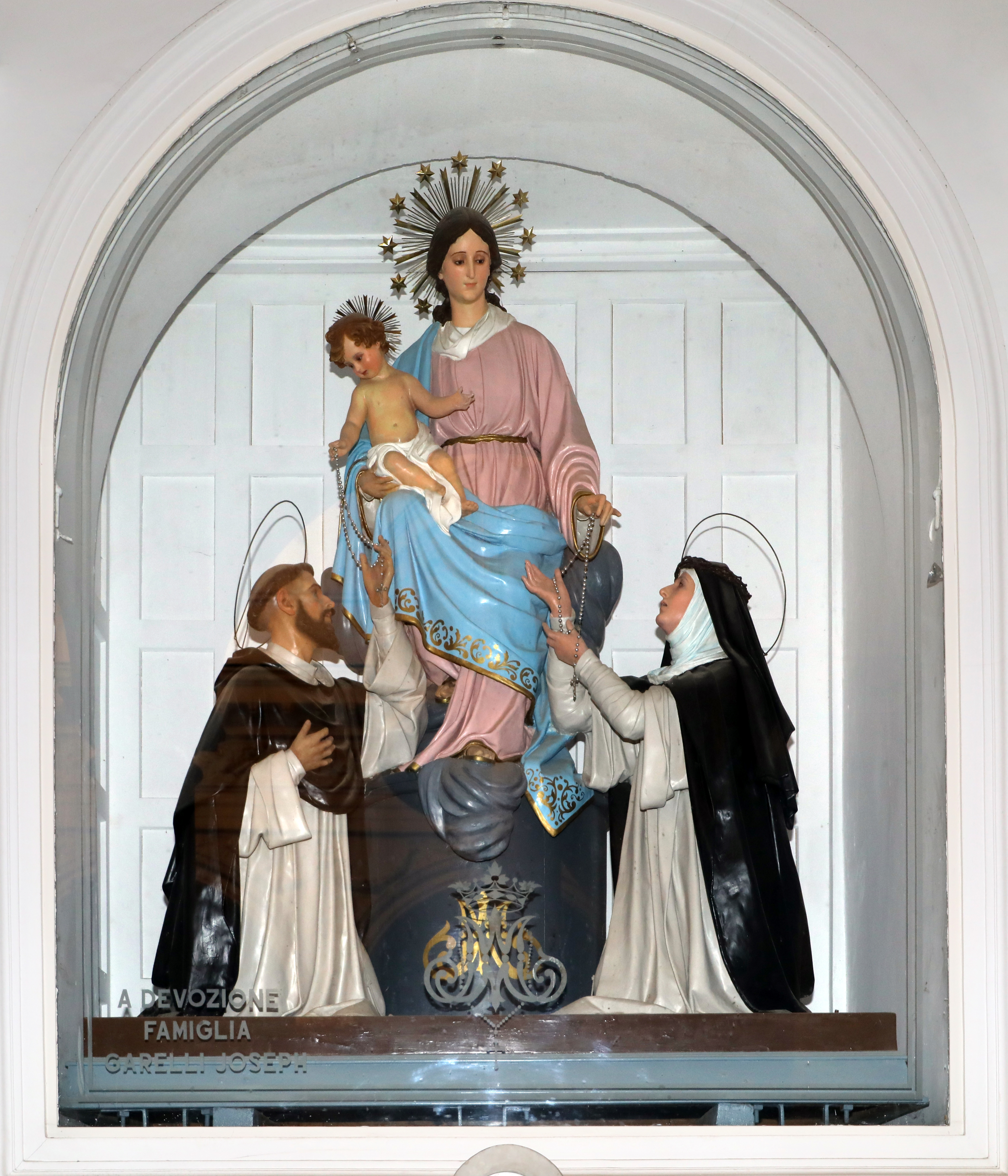
Statua Rappresentate la Madonna Del Rosario di Pompei e San Domenico e Santa Caterina Da Siena

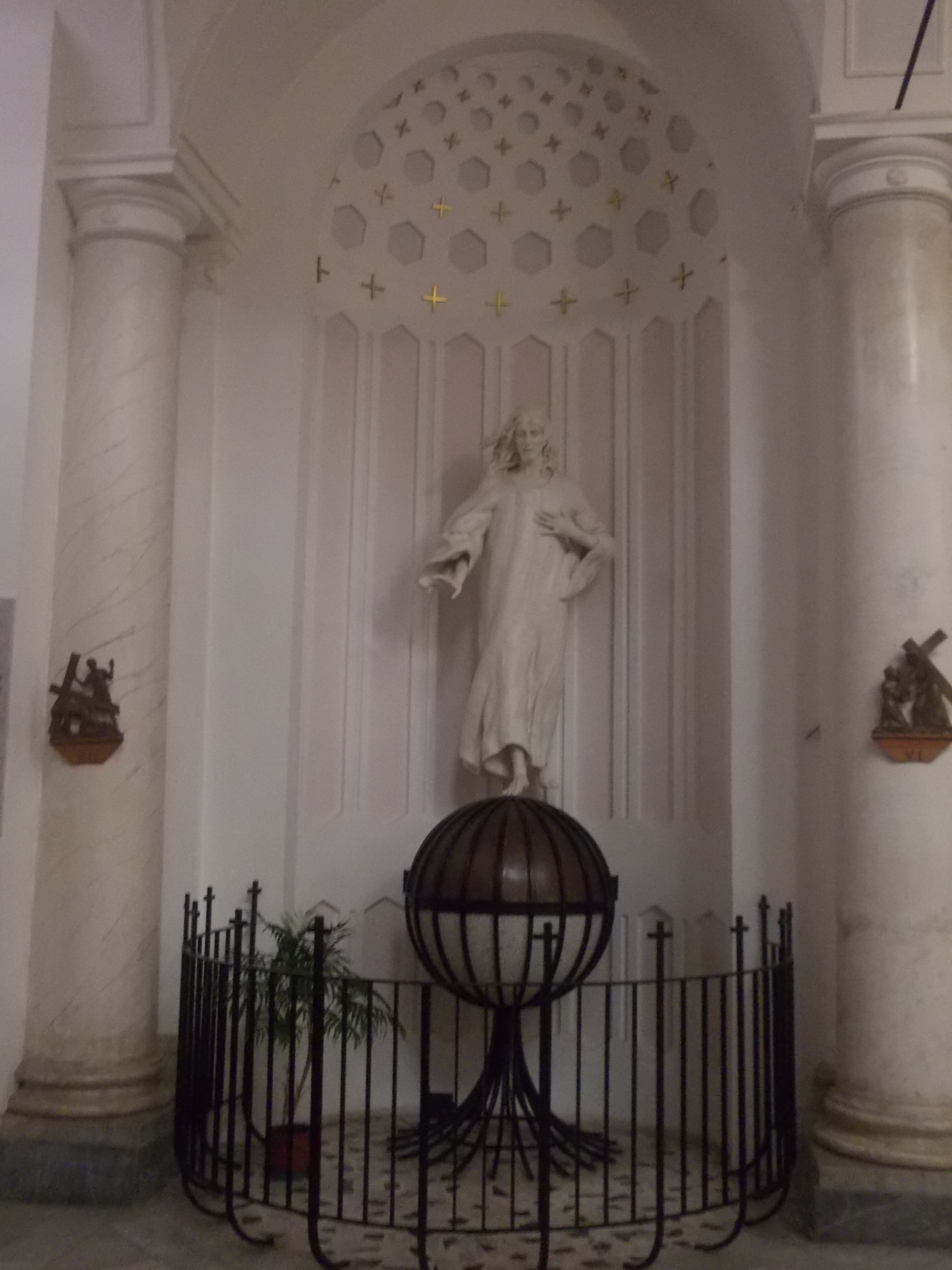
Fonte battesimale progettato dall'architetto Luigi Giffone con il Cristo di Michelangelo Parlato.

## Descrizione

### Esterno
L'esterno della chiesa si presenta con due campanili e ordini di colonne, e vi sono quattro nicchie che ospitano altrettante statue di santi aggiunte nei primi anni del XXI secolo, realizzate dall'artista Maurizio Carnevali.L'interno è composto da tre navate con stucchi e altorilievi neoclassici dei Morani. Si conservano inoltre dipinti di Marino Tigani, Carignani e Scerbo, e gruppi dei Misteri di Luigi Prenestino, portati in processione la sera del venerdì santo.
Ebbene che si dica che tutti gli stucchi interni sono lavoro di Francesco Morani ed figli Fortunato e Vincenzo lavori che ebbero inizio il 22 giugno 1873 come da libro dei giorni lavorativi e disegni che ancora si conservano in casa Morani dall'erede Francesco Morani.

### Interno

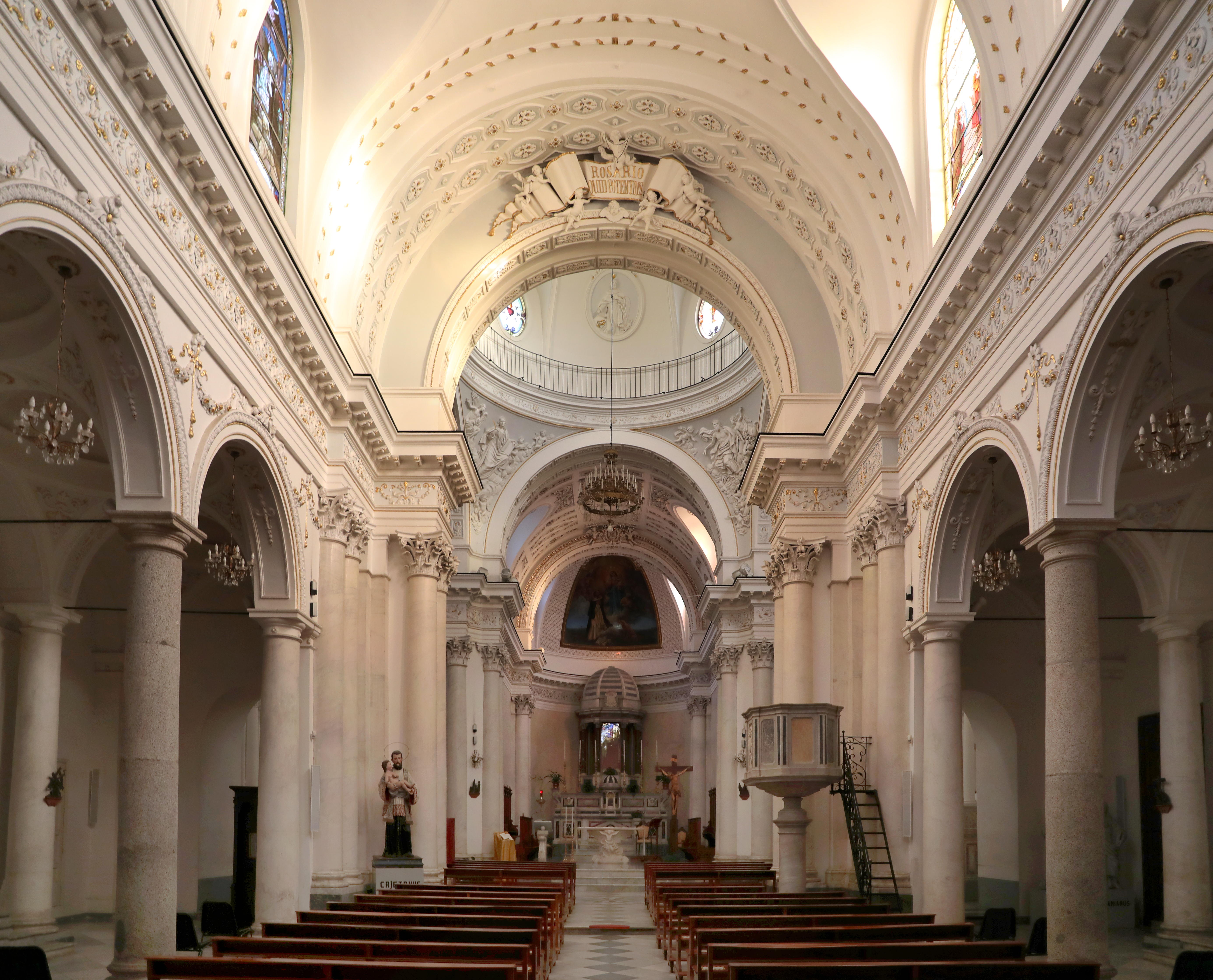
Interno

#### Abside

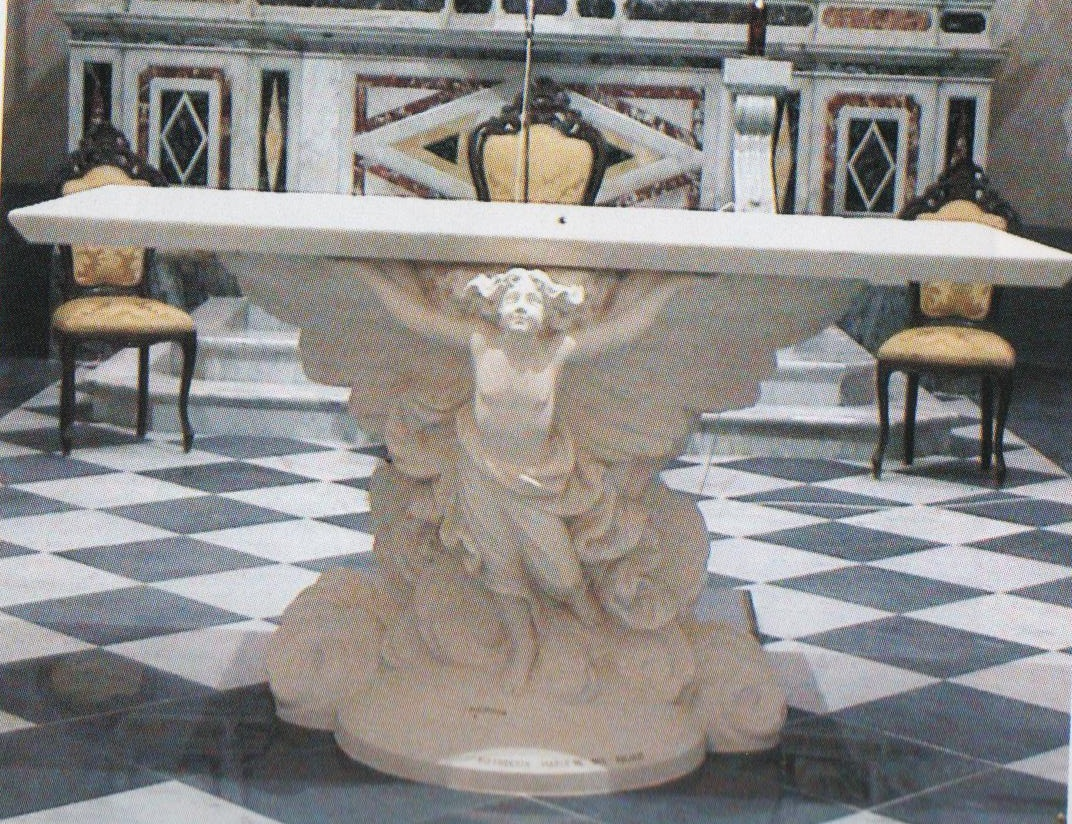
Altare Chiesa del Rosario, progettato dall'architetto Luigi Giffone.

L'altare centrale, realizzato nel 1909 da Salvatore Grasso di Vibo Valentia, è in marmo e presenta una nicchia centrale che custodisce la statua ottocentesca della Madonna del Rosario, la quale proviene dal Convento dei Domenicani distrutto dal terremoto del 1783. La statua è acroxila, dal momento che soltanto il volto e le mani sono lignee, mentre il corpo ha un telaio imbottito di canapa, ricoperto da un vestito rosso e un mantello bianco, ricamati entrambi con fili d'oro. In alto è presente un quadro del pittore Marino Tigani che raffigura la Madonna del Rosario di Pompei con san Domenico. Infine ai lati dei gradini dell'abside vi sono le statue lignee dei santi Cosma e Damiano, noti anche come "santi medici", scolpite nel XIX secolo da Francesco Morani.

#### Navata centrale
Alzando lo sguardo verso il soffitto, si ammira un enorme dipinto raffigurante la Battaglia di Lepanto di Roberto Carignani; si nota poi sulla sinistra la statua di san Gaetano, mentre a destra vi è il pulpito marmoreo; tutt'intorno, ci sono le 21 vetrate che raffigurano la vita di Gesù e che sono state eseguite dalla ditta "Fontana" di Milano negli anni '30 su disegni di Marino Tigani.

#### Navata sinistra
All'ingresso, troviamo un medaglione che raffigura santa Caterina da Siena, opera di Marino Tigani. Subito dopo, si trova il fonte battesimale progettato dall'architetto Luigi Giffone con il Cristo di Michelangelo Parlato (1966); proseguendo nella navata, ci sono dei pregevoli altari decorati che custodiscono diverse statue: la statua di san Domenico di Guzman, le statue dell'Addolorata e del Cristo Morto, e infine quella di santa Teresa.

#### Navata destra
Speculare a quella sinistra, la navata destra presenta una serie di statue e altari, preceduti da un medaglione d'ingresso (sempre dipinto dal Tigani) raffigurante san Domenico di Guzmán. Proseguendo, si trovano: il gruppo statuario della Madonna del Rosario di Pompei, la statua di san Vincenzo e San Luigi scolpite da Francesco Morani, un quadro raffigurante san Raffaele e Tobia (di Antonio Cammarere, copia di uno più antico rubato dalla chiesa nel secolo scorso), e la statua di san Luigi Gonzaga di Francesco Morani.

#### Transetto
Dalla parte sinistra troviamo la statua di san Giuseppe, ancora opera dei Morani (Francesco e figlio Fortunato scolpirono nel 1856).Nel transetto di destra Sacro Cuore di Gesù. Al centro del transetto vediamo il tamburo della cupola, e sono presenti degli altorilievi raffiguranti quattro Santi: san Raimondo, san Domenico, Sant’Agostino e san Pietro da Verona, mentre sono altrettanto degni di particolare nota i quattro evangelisti in stucco di Francesco Morani posti nelle vele della volta centrale. Morani.

## Festività e ricorrenze

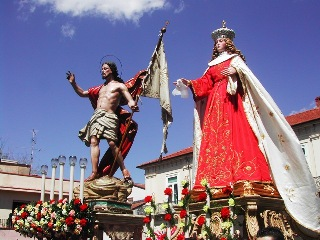
Maria Santissima del Rosario, nell'affrontata di Polistena, in Piazza del Popolo.

- Festa di Maria Santissima del Rosario (prima domenica di ottobre, con processione per le vie cittadine);[15]
- Processione dei misteri (venerdì santo - evento legato alla Settimana Santa di Polistena);[16]
- Affrontata (giorno di Pasqua - evento legato alla Settimana Santa di Polistena).

## Titoli
- Chiesa parrocchiale. Nel 1961 la chiesa venne eretta a nuova parrocchia cittadina dal vescovo di Mileto Vincenzo De Chiara.